# Eupithecia obliquiplaga
Eupithecia obliquiplaga là một loài bướm đêm trong họ Geometridae.